# 电感式传感器

簡單電感式接近传感器的元件。
1. 場传感器
2. 振盪器
3. 解調器
4. 施密特触发器
5. 輸出

电感式传感器是利用线圈自感或互感的变化来实现测量的一种装置。

## 用途
电感式传感器可以用来测量位移、振动、压力、流量、重量、力矩、应变等物理量。

## 优点
电感式传感器优点：结构简单可靠，输出功率大，抗干扰能力强，对工作环境要求不高，分辨力较高，稳定性好。

## 缺点
其缺点：频率响应低，不适合用于快速动态测量。

## 种类

### 变压式传感器
变压式传感器，将非电量转换为线圈间互感M的一种磁电机构，多采用差分形式。

### 涡流式传感器
涡流式传感器是在涡流效应的基础上建立的。

### 压磁式传感器
压磁式传感器是利用“压磁效应”和“磁致伸缩”的现象原理建立的。